# Élections européennes de 1994 au Luxembourg
Au Luxembourg, les élections européennes de 1994 se sont déroulées le 12 juin 1994 pour désigner les six députés européens luxembourgeois au Parlement européen, pour la législature 1994-1999.

## Mode scrutin
Les six eurodéputés luxembourgeois sont élus au suffrage universel direct dans une circonscription unique à l’échelle du pays. L'élection se tient au scrutin proportionnel pour départager les listes de six candidats présentées par les partis. Les électeurs peuvent soit voter pour les six candidats d'une liste, soit panacher les bulletins de vote pour sélectionner six candidats de différentes listes. 
Chaque partie se voit ensuite attribuer un nombre de sièges proportionnel au nombre total de suffrages exprimés pour ses candidats, les sièges étant alors attribués aux candidats de ce parti ayant obtenu le plus de voix.

## Résultats

### Répartition
| Parti | Parti                                                           | Groupe au PE | Voix    | %       | +/-  | Sièges | +/- |
| ----- | --------------------------------------------------------------- | ------------ | ------- | ------- | ---- | ------ | --- |
|       | Parti populaire chrétien-social                                 | PPE-DE       | 319 462 | 31,50 % | -3,4 | 2      | -1  |
|       | Parti ouvrier socialiste                                        | PSE          | 251 500 | 24,80 % | -0,6 | 2      | =   |
|       | Parti démocratique                                              | ELDR         | 190 997 | 18,83 % | -1,1 | 1      | =   |
|       | Liste Verte, initiative écologiste-Parti de l’alternative verte | Verts        | 110 888 | 10,93 % | +0,4 | 1      | +1  |
|       | Comité d'action pour la démocratie et des retraites justes      |              | 70 470  | 6,94 %  | n/a  | 0      | n/a |
|       | Mouvement national                                              |              | 24 141  | 2,38 %  | -0,5 | 0      | =   |
|       | Parti communiste luxembourgeois                                 |              | 16 559  | 1,63 %  | -3,1 | 0      | =   |
|       | Groupe pour la souveraineté du Luxembourg                       |              | 12 091  | 1,19 %  | n/a  | 0      | n/a |
|       | Nouvelle gauche                                                 |              | 9 421   | 0,93 %  | n/a  | 0      | n/a |
|       | Parti neutre et indépendant des droits de l'Homme               |              | 8 765   | 0,86 %  | n/a  | 0      | n/a |